# Seneca Avenue
Seneca Avenue – stacja metra nowojorskiego, na linii M. Znajduje się w dzielnicy Queens, w Nowym Jorku i zlokalizowana jest pomiędzy stacjami Forest Avenue i Myrtle–Wyckoff Avenues. Została otwarta 9 sierpnia 1915.